# John Lee Carroll

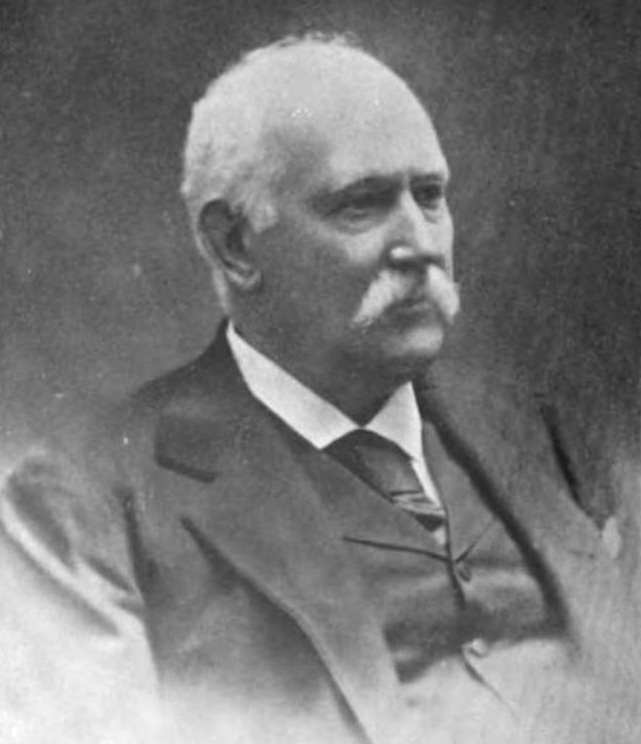
John Lee Carroll (1908)

John Lee Carroll (* 30. September 1830 in Baltimore, Maryland; † 27. Februar 1911 in Washington D.C.) war ein US-amerikanischer Politiker (Demokratische Partei) und von 1876 bis 1880  Gouverneur des Bundesstaates Maryland.

## Leben

### Frühe Jahre und politischer Aufstieg
John Carroll besuchte das Mount St. Mary’s College in Maryland und die Georgetown University in Washington. Anschließend studierte er bis 1851 an der Harvard University Jura. Nach seiner Zulassung als Rechtsanwalt begann er in Baltimore und New York City in seinem neuen Beruf zu arbeiten.
Zwischen 1868 und 1876 war er Mitglied des Senats von Maryland, ab 1874 war er Präsident dieser Kammer. Am 2. November 1875 wurde er zum neuen Gouverneur seines Staates gewählt.

### Gouverneur von Maryland
John Carroll trat seine vierjährige Amtszeit am 12. Januar 1876 an. In dieser Zeit konnte ein Grenzkonflikt mit dem Nachbarstaat Virginia beigelegt werden. Der Senat von Maryland wurde modernisiert und die Johns Hopkins University gegründet. Ein Streik bei der Eisenbahn führte zu gewalttätigen Ausschreitungen von beiden Seiten. Der Gouverneur setzte die Nationalgarde ein, um den Streik zu beenden. Das verschärfte den Konflikt weiter. Am Ende wurden Bundestruppen eingesetzt, die den Streik niederschlugen. Carrolls Amtszeit endete am 14. Januar 1880.

### Weiterer Lebenslauf
Nach seiner Gouverneurszeit war Carroll im Schulrat des Howard County. Außerdem war er Direktor der Patapsco National Bank. Im Jahr 1892 war er einer der demokratischen Wahlmänner bei den Präsidentschaftswahlen. John Carroll starb im Februar 1911 in Washington. Er war zweimal verheiratet und hatte insgesamt acht Kinder.